# Acontia olivacea
Acontia olivacea là một loài bướm đêm trong họ Noctuidae.